# Hansi (Haryana)
Hansi és una ciutat i municipalitat del districte d'Hissar a l'estat d'Haryana (Índia). És a uns 25 km a l'est d'Hissar. La seva població el 2005 s'estimava en 82.984 i figura al cens del 2001 amb 75.730 habitants. La població el 1868 era de 13.563, el 1881 de 12.656, i el 1901 de 16.523. Es creu que antigament Hansi fou més important i gran que Hissar. la ciutat té cinc portes d'entrada (Delhi, Hissar, Gosain, Barsi i Umra); a l'oest la terra és desèrtica. Disposa d'un fort quadrat amb torres als quatre cantons, que domina la ciutat al nord, i hauria estat construït pel raja chahuan de Delhi Prithvi Raj; més tard un fill del raja Anangpal, Drupad, va establir al fort una fàbrica d'espases i fou coneguda també com a Asigarh; les espases s'exportaven als països àrabs. La fortalesa exercia control sobre uns 80 forts més petits de la regió. En temps de Firuz Shah Tughluk es va construir un túnel soterrani que unia Hansi amb Hissar; la porta del fort està decorada amb figures i pintures de deu d'aspecte esparverador i fou construïda per l'aventurer George Thomas; el conjunt del fort inclou dues mesquites i la tomba de Sayyid Niamat Allah (mort durant la lluita contra Muhammad de Ghor) i fou declarat monument d'importància nacional el 1937; està en bon estat; enfront hi ha algunes estàtues jainistes de gran valor. La mesquita i les tombes de Kutb Jamal al-Din i els seus successors són a l'oest de la ciutat junt amb la tomba d'Ali Mir Tijara; prop d'aquesta hi ha la mesquita de Shahid Ganj, situada probablement al lloc on Masud va fracassar en el seu primer atac a Hansi. Típiques d'Hansi són unes postres dolces anomenades "pera" fetes principalment de llet i que s'envien a moltes ciutats de l'Índia.

## Història
Apareix suposadament esmentada al Mahabharata de Panini com Asi o Asika, però altres tradicions consideren que la fundació fou obra de Hansivati o Ambavati, filla de Prithvi Raj Chauhan (final del segle XII) o pel raja Anangpal Tomar o Anang Pal Tuar, rei de Delhi per al seu guru Hansakar (957). Modernament es pensa que ja existia en temps del kushana. El febrer de 1982 es van descobrir uns objectes de bronze jainistes incloent ídols que correspondrien al període gupta i en tot cas als segles vii i viii, i que haurien estat enterrats per l'atac de Masud I ben Mahmud (1030-1040), fill de Mahmud de Gazni, el 1036. Hansi hauria estat concedida al fill de Bisaldeo Chauhan vers l'any 1000 i fou atacada per Masud el 1036 i conquerida en un segon atac el 1037 després d'un error; Masud va matar als homes, i les dones foren convertides en esclaves i venudes a Gazni. Segons Firishta el raja de Delhi la va reconquerir el 1043.
Prithwi Raj o Prithvi Raj va fer considerables obres a Hansi que va esdevenir una important fortalesa militar. El 1192 després de la derrota de Prithvi Raj Chauhan pel gúrida Muizz al-Din Muhammad, aquest la va ocupar, i llavors no es va permetre més viure al lloc als no musulmans, perdent a poc a poc importància i restant només com a fort. No obstant fins a la fundació d'Hissar fou la capital regional.
La ciutat fou visitada per Shah Jahan que hi va anar per trobar al santó Jagganath Puri Samadha Hansi i en endavant els hindús van poder retornar a la ciutat. Guru Gobind Singh va anar a Hansi el 1705 i va fomentar la revolta dels hindús. El 1707, Veer Lakshman Singh (Banda Bahadur) va atacar Hansi i va matar molts musulmans.
Va estar sota domini maratha després de 1736, però després de la Tercera batalla de Panipat el 1761 va passar a mans d'Ahmad Shah Durrani (abans Ahmad Shah Abdali). El 1783 fou assolada per la fam i es va despoblar. L'aventurer irlandès George Thomas, mercenari al servei dels marathes, que havia pres el control d'Haryana, es va apoderar d'Hansi el 1789 i hi va establir la seva capital el 1795. Thomas va dominar la regió fins a la seva derrota el 1802 quan Hansi va passar a la Companyia Britànica de les Índies Orientals i va començar a prosperar mercès al fet que fou convertida en "cantonment" (lloc de concentració de tropes) d'una força formada especialment per reclutes locals.
El 1819 fou declarada capital de districte però el 1832 la capital fou traslladada a Hissar. El 1857 les tropes es van amotinar i van matar als europeus i es van unir a tribals rajputs per saquejar el país. Quan l'orde fou restablert el 1858 no es va considerar adient restablir el cantonment.
El 1867 es va crear la municipalitat. El 1947 els musulmans de la ciutat van emigrar al Pakistan.